# Kucses Károly
Kucses Károly Imre (Makó, 1862. november 2. – Makó, 1931. december 23.) középiparos, nagykereskedő, feltaláló.

## Életpályája
Makón született, itt végezte iskolai tanulmányait is. Ipari pályafutását 1879-ben kezdte meg Budapesten és nagyobb külföldi városokban. 1896-ban Makón gépjavító műhelyt és mezőgazdasági gépkereskedést alapított. A város egyik legtekintélyesebb iparosa volt.
Az 1900. évi párizsi világkiállításon tanulmányúton vett részt, egyben képviselte a magyar iparosokat, mivel több idegen nyelven is beszélt. Az Országos Iparegyesület 1909-ben bronz, később ezüstéremmel tüntette ki. Elévülhetetlen érdemei voltak a makói ipartestület újjászervezése körül, amelynek alelnöke is lett. Tagja volt a vármegye törvényhatósági bizottságának, a város képviselő-testületének, a római katolikus egyháztanácsnak, a vármegyei és városi gazdasági egyesületnek; kültagja a szegedi kereskedelmi- és iparkamarának. Találmányai közül a csuklós borona nagy népszerűségnek örvendett. Alkalmazták talaj-előkészítésben, vetés után magtakarásra és a kelő gyomok gyomirtására. Az egyik hirdetés úgy reklámozta, hogy ötezer kelt el belőle; a Mezőhegyesi Állami Gazdaság százat használt. A Makó környéki gazdaságok körében elterjedt a háromsoros kukorica vetőgép konstrukciója is. Élete folyamán összesen hat találmányát szabadalmaztatta. 1919-ben, a vörösterror idején, mint burzsujt túszul ejtették és a Marosba akarták lőni, amitől egyik segédje mentette meg. A román megszállás alatt teljesen kifosztották.

## Családja
A Kucses név szlovák eredetű. Szülei Kucses Pál és Simon Julianna voltak, apja a Nyitra megyei Galgócról származott.  Az utódok folytatták a Kucses Károly által megkezdett iparosi tevékenységet, a lakatos és kovácsmesterség öröklődött a családban, mint ahogy a kreativitás, technikai és üzleti érzék is. Károly fia, Pál (Makó, 1899 - Ausztria 1953) autókereskedő és autóversenyző, unokája pedig Kucses Éva (1926-2003), aki Janikovszky Éva néven vált elismert írónővé.

## Kucses Károly bejelentett szabadalmai
- 51 600. sz. Újítások láncszivattyúkon. Kucses Károly géplakatos Makón. A bejelentés napja 1909. október 25.
- 62 768. sz. Újítások láncszivattyúkon. Kucses Károly mű- és géplakatos Makón. Pótszabadalom az 51 600. sz. törzsszabadalomhoz. A bejelentés napja 1913. március 7.
- 66 551. sz. Csuklós borona. Kucses Károly mű- és géplakatos Makón. A bejelentés napja 1914. március 7. A találmány tárgya csuklós borona, amely két tagból: vonórúdból és húzóláncból állt. A fogak szálvasakból hajlított kengyel alakú elemeken voltak kiképezve, és ezen elemek láncokká, a láncok pedig hálószerű szerkezetté voltak egyesítve. A borona fogai nyolc mm-es gömbacélból készültek, és külön-külön is hozzá tudtak simulni a talajhoz. Ezt segítette a tagok csuklós kapcsolása is. Munkaszélességük 6, 7, 8 láb (2–2,64 méter), de háromtagú, 3–3,5 méter széles boronákat is készítettek. A fogakat a kengyelszáraknak akként meghajlított szabad végei alkotják, hogy ugyanazon kengyel két foga egymás felé, s a mellett rézsútosan lefelé és hátrafelé irányul. A kengyelek szárain és középső részén e mellett ugyancsak hajlítás útján gyűrű alakú szemek vannak kiképezve, melyek a kengyel alakú boronaelemeknek egymással való összekapcsolására szolgálnak. A fogak csuklós kapcsolódása és minden irányban haránt állása következtében a csutkatő és a gaz nem torkollt össze, nagyban segítve ezzel a munkafolyamat gyorsaságát és hatékonyságát.
- 96 966. sz. Kerékagy két küllősorú kerekekhez. Kucses Károly gépműhely tulajdonos Makón. A bejelentés napja 1926. március 21.
- 97 331. sz. Sorba-vetőgép, különösen tengeri-vetőgép. Kucses Károly gépműhely tulajdonos Makó. A bejelentés napja 1928. március 21. A találmány sorbavető-, különösen tengeri-vetőgépekre vonatkozik és célja az, hogy úgy a sorbavetés pontossága, mint a csoroszlyák mélységbeállítása és a sorközök változtatása tekintetében megbízható és egyúttal a gazdaságos működés összes feltételeinek aránylag egyszerű kiképzéssel és az állati vonóerő megtartásával tehessünk eleget. A találmány a kisebb gazdaságok részére is lehetővé teszi a nagy hatásfokú művelés feltételeit kielégítő gépnek olcsón való beszerzését és olcsó üzemben tartását. Az állati erővel vontatott vetőgépeknél eddigelé az egyenes vonal állandó pontos betartása nem sikerült, mert a gép haladása az igavonó állat megbízhatatlan, szeszélyes járására volt bízva. Ezért az eddigi vetőgépektől eltérően a jármű vázára szerelt vezetőülés felől hajtható kényszermozgású kormányszerkezetet alkalmaz.
- 97 763. sz. Állati erővel vontatott talajművelő gép. Kucses Károly gépműhely tulajdonos Makón. A bejelentés napja 1928. március 21. Egyes mezőgazdasági gépeknél, különösen, pl. sorba-vetőgépeknél elsőrendű fontosságú a sorközi művelés természetéből folyó egyenes vonalú haladás pontos betartása. Az állati erővel vontatott gépeknél azonban az egyenes vonal állandó, pontos betartása (hacsak nem alkalmaztak e célra a jármű előtt haladó külön személyt) eddigelé nem sikerült, mint a gép haladása, az állat megbízhatatlan, szeszélyes járására volt bízva. E hátrányt azzal küszöböljük ki, hogy az állati erővel vontatott eddigi talajművelő gépektől eltérően a gép járművázára szerelt vezetőülés felől működtethető, a mellső kerekekre ható kényszermozgású kormányzószerkezetet alkalmazunk, mi mellett a vezető a centrális ülésről kényelmesen működhet és egyéb beállításokat is végezhet. Ezt a célt a találmány szerint azzal érjük el, hogy a gyeplőszárakat a fent jelzett kormányzószerkezet valamelyik kilengő alkatrészével, segéd gyeplőszárak révén a mellső kerekeknek jobbra-balra kilengő tartókeretével kötjük össze.

A Kucses cég aratógépet, vetőgépet, lóekét, szecskavágót, kukoricamorzsolót, répadarálót, láncboronát raktáron is tartott, de Hoffer-traktort rendelésre hozatott.